# Юсифбейли, Гамид-бек Юсиф оглы
Гамид-бек Юсиф бек оглы Юсифбейли также известный как Юсифбеков или Усуббеков (азерб. Həmid bəy Yusif bəy oğlu Yusifbəyli; 13 октября 1873, Елизаветполь, Елизаветпольская губерния, Российская империя — не ранее 1942, место неизвестно) — азербайджанский политик, просветитель, учитель. Был одним из основателей Тюркской Социал-Федеративной Революционной партии «Гейрат», Тюркской Партии Децентрализации и Гянджинского комитета Партии Дифаи. Являлся председателем партии «Гейрат».
В разные периоды как при Российской империи, так и при Советском Союзе он неоднократно арестовывался и ссылался за свою политическую деятельность. Последний раз был арестован НКВД СССР. В 1942 году было принято решение о его ссылке, однако дальнейшая его судьба неизвестна. Предполагается, что он скончался в одной из тюрем.
Он был сыном Юсиф бека Юсифбейли, юриста, надворного советника и братом Насиб-бека Усуббекова — председателя Совета министров Азербайджанской Демократической Республики и первого председателя Гянджинской организации партии «Мусават».

## Биография

### Ранние годы
Гамид-бек Юсифбейли родился 13 октября 1873 года в городе Елизаветполь. В 1895 году он окончил Елизаветпольскую мужскую гимназию и с 1898 года начал работать учителем в благотворительной школе «Мектеби-хейрие». По его инициативе в медресе проводились тайные уроки по географии, истории, физике, математике и другим предметам. В этот же период Гамид-бек начал заниматься политической деятельностью. В 1898 году он в своём доме основал библиотеку Пушкина. В 1899 году, по случаю 100-летия Пушкина, библиотека была перенесена в мечеть Хусейние в Елизаветполе. Местные деятели, такие как Абдуррагим-бек Ахвердов, Султан Меджид Ганизаде, Керим-бек Мехмандаров и другие, помогли обогатить библиотеку, и вскоре её коллекция насчитывала более 700 книг, а число читателей превысило 1200 человек.

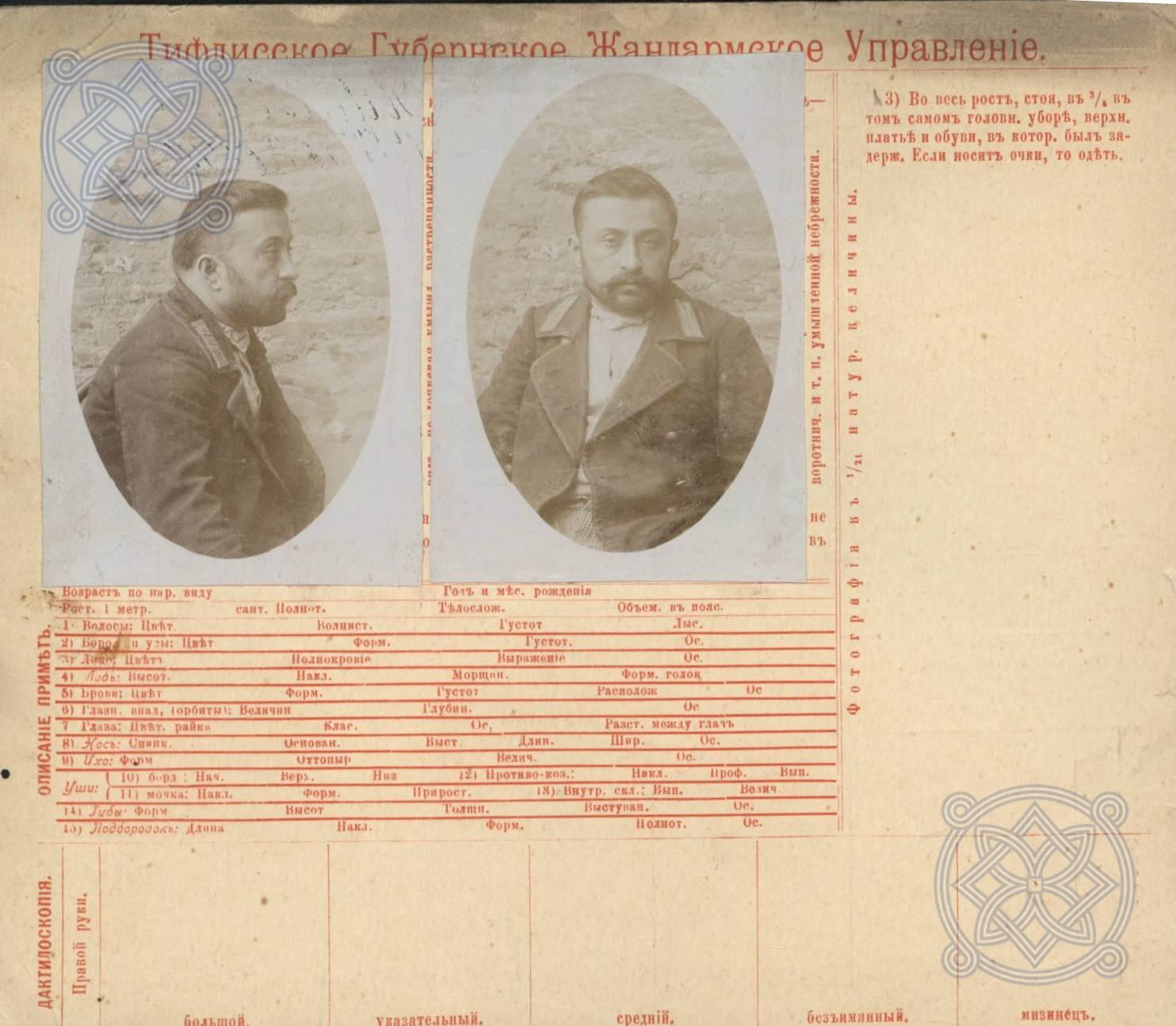
Жандармская карточка на Гамид-бека Юсифбейли

18 декабря 1899 года Гамид-бек был арестован за политическую деятельность и перевезен в Тифлис. Он провёл 14 месяцев в Метехской тюрьме и до 1905 года находился в ссылке в Коканде, Туркестане. В 1905 году он участвовал в создании Тюркского социал-федералистского революционного комитета в Елизаветполе — первой политической организации, которая выступала за автономию Азербайджана и федеративное устройство России. На основе этого комитета позже была создана партия «Гейрат». В руководство партии входили Алекпер-бек Рафибейли, Алекпер-бек Хасмамедов, Юсиф бек Юсифбейли и Гамид-бек Юсифбейли. По некоторым источникам, председателем партии по предложению Алекпер-бека Рафибейли был назначен Гамид-бек.
Позднее Гамид-бек вместе с братом Насиб-беком Усуббековым и отцом Юсиф беком Юсифбейли присоединился к новой партии «Дифаи». В 1907 году в доме Гамид-бека был проведен обыск, в ходе которого было найдено 24 политические книги, и ему было вынесено предупреждение С 1908 по 1910 годы он преподавал в духовной школе, продолжая свою пропагандистскую деятельность.. В 1909 году он открыл книжный магазин под названием «Медресе». В номере газеты «Тарагги» от 30 июня 1909 года было опубликовано объявление об этом книжном магазине.
В 1908 году Российская империя начала кампанию репрессий против всех членов партии «Дифаи» в Азербайджане. Сначала были арестованы члены "Гарабах Бирлик Меджлиси " в Шуше а затем подверглись преследованиям члены Елизаветпольского комитета партии «Дифаи». В домах десяти руководящих членов комитета, включая Гамид-бека, были проведены обыски, в ходе которых была найдена революционная литература на русском, французском и турецком языках. Хотя их арестовали, 4 августа 1909 года их освободили под надзор полиции. В 1910 году Гамид-бек был сослан на пять лет в Бахчисарай. Там он некоторое время жил в доме Исмаила Гаспринского, тестя его брата Насиб-бека. Позднее он эмигрировал в Стамбул.

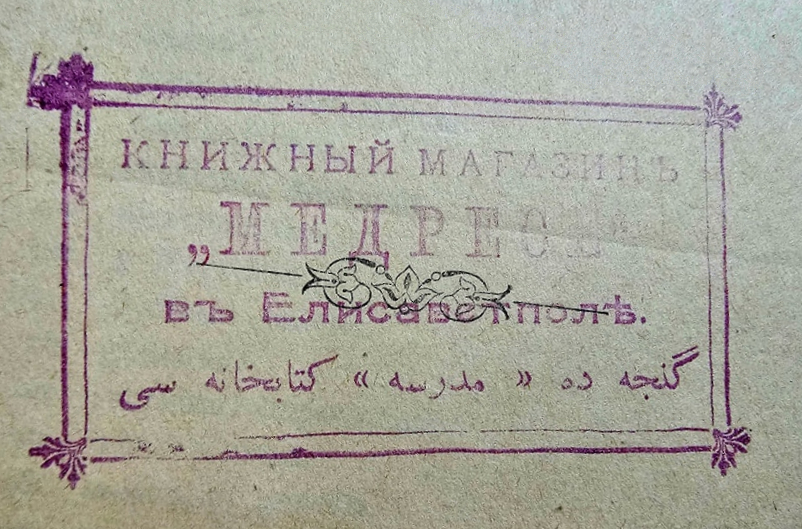
Печать библиотеки «Медресе» в Елизаветполе

21 февраля 1913 года Гамид-бек был амнистирован указом Николая II по случаю 300-летия династии Романовых и в 1914 году вернулся из Стамбула в Елизаветполь. До 1917 года он находился под полицейским надзором.
После провозглашения Азербайджанской Демократической Республики в 1918 году прекратил свою политическую деятельность.

### Послесоветизации Азербайджана

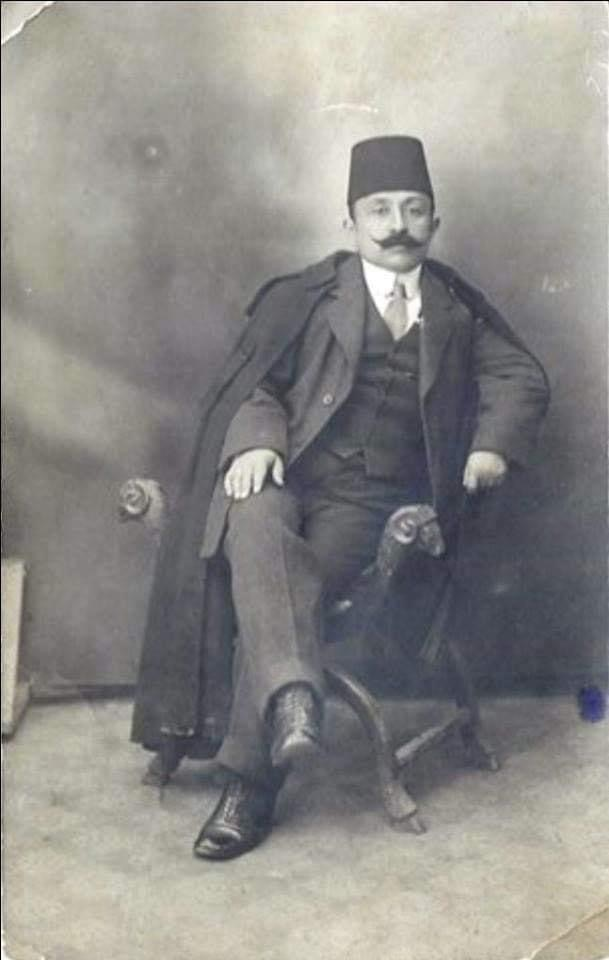
Гамид-бек Юсифбейли в 1910-х годах в Крыму

С 1921 по 1930 год преподавал в Гянджинском тюркском педагогическом техникуме имени Мирзы Фатали Ахундова. В начале 1930-х годов он написал пьесу под названием «Туркан», которая была поставлена на сцене Гянджинского драматического театра. 27 февраля 1931 года в его доме был проведен обыск по ордеру № 5, выданному Азербайджанским Объединённым государственным политическим управлением. Рукопись пьесы «Туркан» была конфискована. Хотя ничего противозаконного не было найдено, двое его соседей обвинили его в проведении антисоветской пропаганды, и он был арестован. После года содержания в органах государственной безопасности он был освобожден.
В сентябре 1932 года он устроился на работу в Гянджинский индустриальный политехникум, а также начал преподавать в школе № 15.
16 июля 1941 года по ордеру № 213 Гамид бек Юсифбейли был арестован Народным комиссариатом государственной безопасности (НКВД) по обвинению в клевете на русский народ, проведении антисоветской агитации, приверженности идеям пантюркизма и членстве в партии «Мусават». 8 декабря 1941 года было подготовлено обвинительное заключение, в котором указывалось, что он принадлежит к бекскому сословию, его отец был судебным приставом, имел большое имущество, а сам Гамид-бек был членом партии «Мусават». Его брат Насиб-бек был председателем совета министров АДР. Гамид-бек обвинялся в антисоветской пропаганде, выступлениях против русского народа и в пропаганде Турции. С учётом его преклонного возраста было решено отправить его в ссылку на пять лет. 11 февраля 1942 года решением Особого совещания при НКВД СССР Гамид-бек был сослан на пять лет в Северный Казахстан. О дальнейшей его судьбе сведений нет, предположительно, он скончался в одной из тюрем.
31 декабря 1957 года Судебная коллегия по уголовным делам Верховного суда Азербайджанской ССР оправдала Гамид-бека Юсифбейли за отсутствием состава преступления (посмертно). Решение суда было сообщено его сыну Энверу Юсифбейли 9 января 1958 года.

## Произведения
- «Научный и теоретический подробный научный отчёт». — Гянджа: типография Аскер Хаджи Гасанзаде, 1908 (совместно с Исмаилом Фаигом);
- «Двухчастные задачи по арифметике для начинающих». Первое издание. — Гянджа: типография компании Хагвердиева, 1908;
- «Библиотека „Медресе“ в Гяндже. Список книг». — Бахчисарай: электрическая типография газеты «Терджиман», 1912;
- «Задачи по арифметике для начинающих». Второе издание. — Бахчисарай: типография газеты «Терджиман», 1914.

## Семья

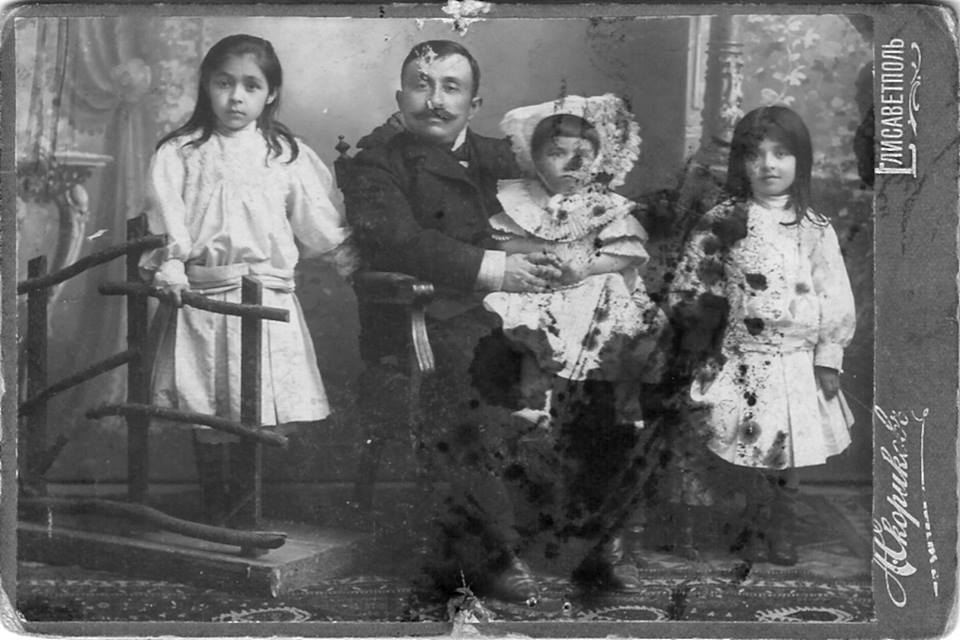
Гамид-бек Юсифбейли с детьми своей сестры Дильшад ханум.

Его прадед, Усуб-бек, был визирем при Джавад хане в Гянджинском ханстве. Отец Гамид-бека, Юсиф бек Юсифбейли, получил юридическое образование на факультете права Петербургского университета и занимал различные должности в Елизаветпольском окружном суде. Он был одним из основателей Тюркской социал-федеративной революционной партии и партии «Гейрат».
Мать Гамид-бека, Боюкханым ханум, происходила из рода Ханбудаговых. Её отец, Боюк-бек Ханбудагов, переселился из Шеки в деревню Борсунлу в 1840-х годах. Семья также была родственниками по материнской линии Мирзы Фатали Ахундова.
В 1909 году Гамид-бек Юсифбейли женился на Сарийе ханум Шейхзаманлы, племяннице Наги-бека Шейхзаманлы. У них родился сын по имени Энвер. Второй женой Гамид-бека стала Бильгейис Наджаф кызы Джуварлы.
Сын Гамид-бека, Энвер-бек Юсифбейли, родился в 1915 году. В 1933 году он поступил в Тифлисский электротехнический институт связи. После окончания института, чтобы избежать преследований, он переехал в Иркутск, где работал старшим инженером. В 1939—1941 годах он был главным инженером Управления связи в Сталинабаде, Таджикистан. В 1941 году с началом Великой Отечественной войны его призвали в армию, и вскоре он попал в плен. После освобождения из плена в 1945 году он был арестован, но в 1956 году реабилитирован. Энвер-бек умер в 1989 году и был похоронен в семейном склепе Юсифбейли в Гяндже.

## Память
В доме Гамид-бека до 1949 года хранилась его личная библиотека, насчитывавшая более 2000 книг. Среди них находился и экземпляр Корана, переведённый Исмаил беком Гаспринским на русский язык. В 1949 году книги, чтобы помочь его брату Эйюбу и племянникам Гюльнар и Расиму Хасмамедовым, которые находились в ссылке, были проданы в Кировабадский научно-исследовательский центр Академии наук Азербайджанской ССР. Однако большинство этих книг было утрачено. Позднее 120 экземпляров были найдены и переданы в библиотеку «Хазине», созданную при мечети Шахсевенлер в Гяндже.
Дом Гамид-бека в районе Саферабад в Гяндже, где он родился, ныне является музеем семьи Юсифбейли.